# Tricho-rhino-phalangeale Dysplasie
Die Tricho-rhino-phalangeale Dysplasie (TRPS) ist ein seltenes angeborenes Fehlbildungssyndrom mit einer Genmutation, bei der ein Teil eines Genes fehlt (Deletion). Hauptmerkmale sind Veränderung der Kopfbehaarung (altgriechisch τρίχο tricho, deutsch ‚Haar‘), der Nase (altgriechisch ῥίς,ῥίνος rhis, rhinos, deutsch ‚Nase‘) und der Finger- oder Zehenglieder (altgriechisch φάλανξ phálanx, deutsch ‚Phalangen‘).
Synonyme sind: Trichorhinophalangealsyndrom; Trichorhinophalangeales Syndrom
Die Erstbeschreibung erfolgte durch den deutschen Hautarzt G. Klingmüller 1956.

## Verbreitung
Die Häufigkeit ist nicht bekannt. Die Vererbung erfolgt autosomal-dominant.

## Ursache
Der Erkrankung liegen Mutationen auf Chromosom 8 zugrunde.

## Klinische Erscheinungen
Gemeinsame klinische Kriterien sind:
- Zapfenepiphysen an den Mittelphalangen
- Gesichtsdysmorphie mit birnenförmiger Deformierung der Nase, hohem und langem Philtrum
- Dünnes spärliches Haar, eventuell vorzeitige Alopezie

Häufig liegen auch Störungen der Ossifikation im Hüftkopf vor, so dass eine Abgrenzung gegenüber der Multiplen epiphysären Dysplasie und dem Morbus Perthes erforderlich ist.

## Einteilung
Derzeit werden je nach Ausprägung der Brachydaktylie und des Kleinwuchses folgende Typen unterschieden:
- Typ I, Synonym: Giedion-Syndrom[5], geringergradige Veränderungen, Mutationen im TRPS1-Gen Genort q23.3.[7]
- Typ II, Synonym: Langer-Giedion-Syndrom mit zusätzlich Multiplen kartilaginären Exostosen (auch alleine als eigenständige Erkrankung vorkommend), Mutationen im Genort q24.11-q24-13[8]
- Typ III, Synonym: Sugio-Kajii-Syndrom (ursprünglich unrichtig als Ruvalcaba-Syndrom)[9], wie Typ I, jedoch höhergradige Veränderungen (in älterer Literatur erfolgt diese Unterscheidung noch nicht), Mutationen im gleichen Gen an q23.3.[10]

## Diagnostik
Zur Unterscheidung ist eine Röntgenaufnahme der Hand am besten geeignet.

### Typ I
Zusätzlich finden sich Kleinwuchs, ausgeprägte Verkürzung aller Phalangen und Metacarpal- und Metatarsalknochen. Häufig finden sich Morbus-Perthes-ähnliche Hüftkopfveränderungen.

### Typ III
Hierbei handelt es sich um eine besonders ausgeprägte Variante des Types I mit stark ausgeprägtem Minderwuchs und sehr schwerer Brachydaktylie.

### Typ II
Zusätzlich findet sich eine verminderte Intelligenz und bereits in den ersten Lebensjahren auftretende Exostosen vor allem an den Enden der langen Knochen auf mit Schmerzen, Funktionseinschränkungen und Deformierungen.
Weitere Synonyme sind: Alè-Calò-Syndrom nach den Erstbeschreibern der klinischen Befunde von 1961, dem Italienischen Radiologen G. Alè und dem italienischen Kinderarzt S. Calò; Giedion-Langer-Syndrom nach dem Schweizer Kinderradiologen Andres Giedion; Multiple kartilaginäre Exostosen – periphere Dysostosen-Syndrom
Ursächlich liegen Mikrodeletionen mit Verlust von mindestens 2 Genen zugrunde: im genannten TRPS1-Gen, im EXT1-Gen an q24.11 (für die Exostosin Glycosyltransferase 1) sowie im RAD21-Gen an gleicher Stelle (für die Cohesin Untereinheit SCC1 (RAD21)). Da alle infrage kommenden Mutationen im Chromosom 8 an q24.1 lokalisiert sind, ist auch die Bezeichnung Chromosome 8q24.1 Deletion Syndrome gebräuchlich.

## Therapie
Die Behandlung ist bei allen Typen symptomatisch und schließt evtl. auch plastisch-chirurgische Maßnahmen ein.